# Malčice
Malčice é um município da Eslováquia, situado no distrito de Michalovce, na região de Košice. Tem 22,66 km² de área e sua população em 2018 foi estimada em 1.524 habitantes.

## Demografia
| Ano:        | 1994 | 2004   | 2014    | 2024   |
| ----------- | ---- | ------ | ------- | ------ |
| Broj ljudi: | 1235 | 1336   | 1501    | 1485   |
| Razlika:    |      | +8,17% | +12,35% | -1,06% |

| Ano:               | 2023 | 2024   |
| ------------------ | ---- | ------ |
| Número de pessoas: | 1464 | 1485   |
| Diferença:         |      | +1,43% |